# Neuburg an der Kammel
Neuburg an der Kammel, Neuburg a.d.Kammel – gmina targowa w Niemczech, w kraju związkowym Bawaria, w rejencji Szwabia, w regionie Donau-Iller, w powiecie Günzburg. Leży około 18 km na południowy wschód od Günzburga, nad rzeką Kammel.

## Demografia
| Rok  | Liczba mieszk. |
| ---- | -------------- |
| 1970 | 2 747          |
| 1987 | 2 757          |
| 2000 | 3 043          |

## Polityka
Wójtem gminy jest Rainer Schlögl, poprzednio urząd ten obejmował Georg Schwarz, rada gminy składa się z 16 osób.
|      | CSU | SPD/Unabhängige Wähler | FW | Razem |
| 2008 | 8   | 4                      | 4  | 16    |
| 2002 | 8   | 4                      | 4  | 16    |